# Binowo
Binowo is een plaats in het Poolse district  Gryfiński, woiwodschap West-Pommeren. De plaats maakt deel uit van de gemeente Stare Czarnowo en telt 270 inwoners.